# Аршад Чаудрі
Аршад Чаудрі (10 квітня 1950 — 11 червня 2015) — пакистанський хокеїст на траві.
Бронзовий призер Олімпійських Ігор 1976 року.
Переможець Азійських ігор 1974 року.